# Michel Boudet
Pour les articles homonymes, voir Boudet.
Michel Boudet  (né à Blois en 1469 et mort le 22 juillet 1529 à Mussy-sur-Seine) est un juriste et ecclésiastique qui fut évêque de Langres de 1512 à 1529.

## Biographie
Michel Boudet est le fils de Jean Boudet, trésorier du roi pour la Bretagne, et de Jacquette de Garendeau. Il mène une double carrière de juriste et de religieux. D'abord avocat, il devient en 1500 conseiller-clerc au Parlement de Paris puis chanoine du chapitre de Langres en 1505, Maitre des requêtes en 1508 et doyen du chapitre de Saint-Mammés en 1509. 
Il est élu évêque de Langres en 1512. Il est ambassadeur en Espagne la même année. Il assiste au sacre de François Ier en 1515 et devient l'aumônier de la reine Claude de France l'année suivante. En 1517, il visite son diocèse  et, en 1523, est présent au Lit de justice  qui condamne le connétable de Bourbon. 
En 1526, le Parlement de Paris décide que, comme évêque-duc de Langres et pair de France, il a la préséance sur l'archevêque de Lyon. En 1527, il est de nouveau présent au conseil du Roi. Il meurt dans son château de Mussy-sur-Seine et il est inhumé dans la cathédrale Saint-Mammès de Langres. 
Michel Boudet est aussi un humaniste et il se fait remarquer en patronnant les rééditions des œuvres de Grégoire le Grand, Pierre de Blois et de Hugues de Saint-Victor .